# 2002年國際足協世界盃外圍賽 (大洋洲区)
以下列出的为2002年国际足协世界杯 外围赛的 大洋洲区比赛数据。各大洲的预选赛情况参见 2002年國際足協世界盃外圍賽。
共有10只队伍参与角逐大洋洲区的0.5个决赛圈名额。
比赛分为两个阶段:
- 第一轮: 10只参赛队伍分为两组，每组各5只队伍，每只队伍将与所在小组的其它队伍比赛一次。每只小组的第一名将进入下一轮比赛。
- 附加赛: 两只队伍主客场各比赛一次，获胜队将参与南美洲区／大洋洲区洲际附加赛。

澳大利亚国家足球队在与美属萨摩亚足球代表队的比赛中澳大利亚以31:0的比分击败了对手，创造了世界杯外围赛历史上最大的单场进球记录。